# Jonathan Haagensen
Jonathan Sirney Haagensen Cerqueira (Río de Janeiro, 23 de febrero de 1983) es un actor, cantante y modelo brasileño. Es famoso por su actuación en la película Ciudad de Dios.

## Carrera
Haagensen nació y creció en Río de Janeiro más precisamente en la favela de Vidigal, es hermano del actor Phellipe Haagensen. Son descendientes de noruegos por parte de su padre.
Haagensen comenzó su carrera en 2000 actuando en Palace II, un episodio especial de la serie Brava Gente, en 2002 se hizo famoso a nivel nacional e internacional mientras actuaba en la película Ciudad de Dios, actuando en el papel de Shaggy, el líder del Trio Ternura.
También en 2002 hasta 2005 actuó en la serie Ciudad de los hombres jugando al traficante de drogas Madrugão. Actuó en algunas telenovelas de la Rede Globo como Da Cor do Pecado y Paraíso Tropical. en 2008 actuó en la telenovela Caminhos do Coração de RecordTV, en 2009 en RecordTV participó en el reality show A Fazenda.
En el mismo año creó el grupo musical Melanina Carioca, los miembros eran los actores Roberta Rodrigues, Marcelo Mello Jr, Micael Borges, Jonathan Azevedo, Roberta Santiago, Luiz Otavio, David dos Santos y Jefferson Brasil.
Como modelo, ya ha desfilado en el Fashion Rio, participó en una campaña para Dolce &Gabbana y trabajó en eventos promocionales para la NBA.

## Filmografía

### Televisión
| Año       | Título                | Personaje                | Notas                         |
| --------- | --------------------- | ------------------------ | ----------------------------- |
| 2000      | Brava Gente           | Madrugão                 | Episodio: Palace II           |
| 2002-2005 | Ciudad de los hombres | Madrugão                 |                               |
| 2003      | Jovens Tardes         | Sí mismo                 | Presentador                   |
| 2004      | A Diarista            | Paulão                   | Episodio: Cabelo Programado   |
| 2004      | El color del pecado   | Adroaldo da Silva (Dodô) |                               |
| 2006      | Sob Nova Direção      | Djailson                 | Episodio: Pimba na Magrelinha |
| 2007      | Paraíso Tropical      | Cláudio                  |                               |
| 2008      | Caminos del corazón   | Miguel Ângelo            |                               |
| 2009      | A Fazenda             | Sí mismo                 | Temporada 1                   |
| 2017      | Me Chama de Bruna     | José Ricardo Rios (JR)   |                               |
| 2018      | Carcereiros           | Baiano                   |                               |
| 2018      | Pacto de Sangue       | Trucco                   |                               |
| 2018      | Ilha de Ferro         | Diablo                   |                               |
| 2020      | Onisciente            | Vinícius Moreira         |                               |

### Cine
| Año  | Título                            | Personaje            | Notas      |
| ---- | --------------------------------- | -------------------- | ---------- |
| 2002 | Ciudad de Dios                    | Shaggy               |            |
| 2002 | Seja o que Deus Quiser!           | Cassú                |            |
| 2004 | O Diabo a Quatro                  | João Vítor (China)   |            |
| 2006 | O Passageiro - Segredos de Adulto | Estudiante de teatro |            |
| 2007 | Cidade dos Homens - O Filme       | Madrugão             |            |
| 2008 | Embarque Imediato                 | Wagner               |            |
| 2010 | Bróder                            | Jaiminho             |            |
| 2012 | Cidade de Deus - 10 anos depois   | Sí mismo             | Documental |
| 2015 | Vai Que Cola - O Filme            | Carlos               |            |
| 2016 | Mais Forte Que O Mundo            | Traficante           |            |